# Сяровці
Ся́ровці (болг. Сяровци) — село в Габровській області Болгарії. Входить до складу общини Дряново.

## Населення
За даними перепису населення 2011 року у селі проживала 1 особа.
Розподіл населення за віком у 2011 році:
Динаміка населення: